# Вулиця Романа Шухевича (Конотоп)
Вулиця Романа Шухевича — одна з основних вулиць міста Конотоп Сумської області.

## Розташування
Розташована у районі Зеленчак. Пролягає від вулиці Степана Бандери до проспекту Миру.

## Історія
У XVIII століття — XIX століття століттях в районі сучасної вулиці розташовувались кладовища.
Місцевість згадується, як заселена з XVIII століття. Вулиця відома з 1914 року.
Перша відома назва — Вулиця Зеленчак. Названа на честь річки Зеленчак, що протікала поряд з вулицею.
З 4 вересня 1968 року — Вулиця Лісового.
Сучасна назва — з 2023 року.